# Hütteldorfer Friedhof

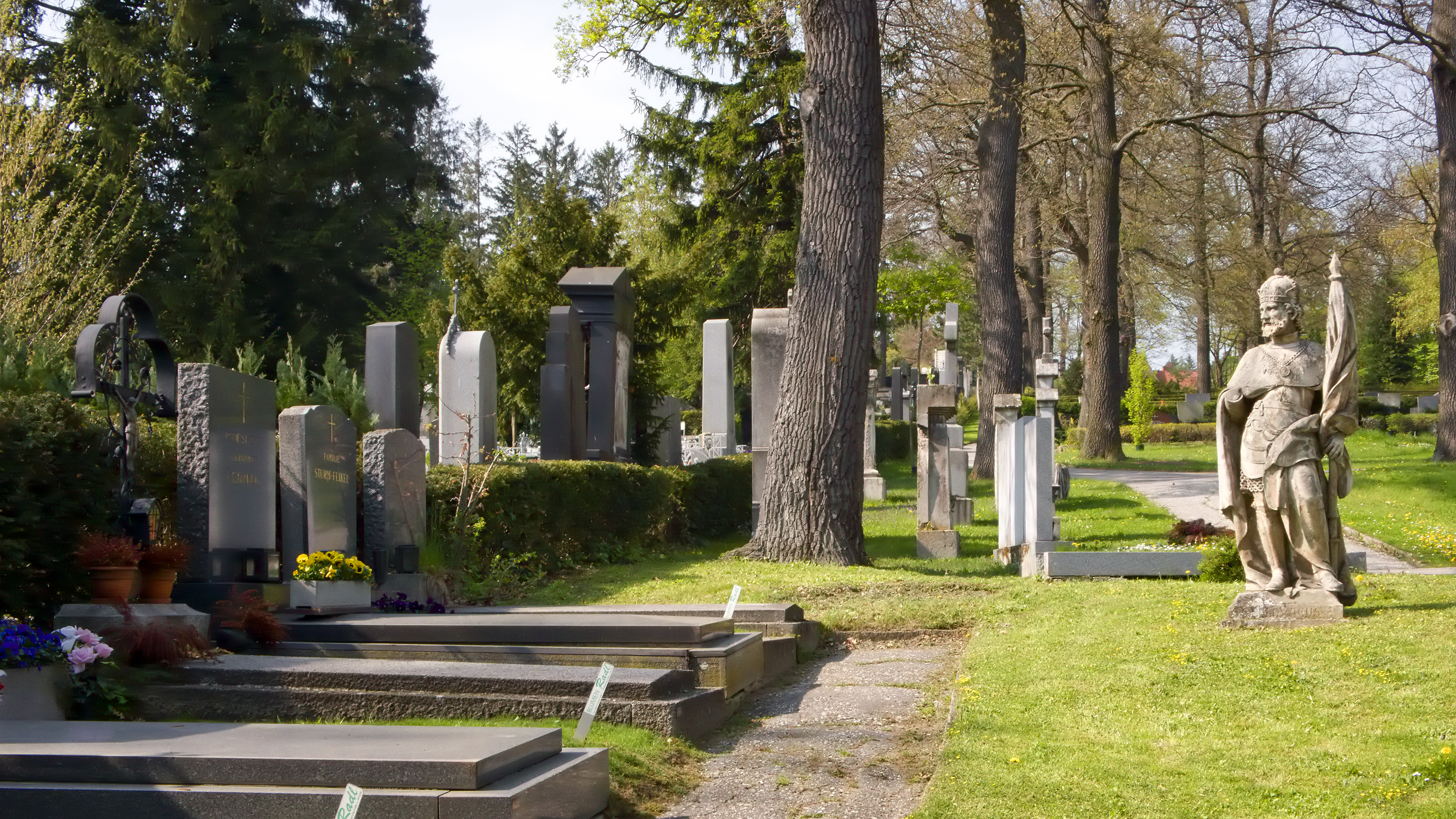
Hütteldorfer Friedhof

O Hütteldorfer Friedhof é um cemitério em Penzing, 14. distrito de Viena.

## Localização
O Hütteldorfer Friedhof está localizado no sul do distrito de Penzing, na localidade distrital oeste de Hütteldorf, nos limites da localidade histórica, nas imediações do limite ocidental da cidade de Viena de 1892-1938 (Samptwandnergasse 6). O cemitério ocupa uma área de 49.510 m² e tem 4.652 sepulturas.

## História

### Alter Friedhof
Mencionado em 1356, na Hütteldorfer Pfarrkirche, que era como todas as igrejas paroquiais da época cercada por um cemitério murado. Por volta de 1810 o cemitério foi fechado para novos sepultamentos. Em 1887 o antigo cemitério de Hütteldorfer foi abandonado com a demolição da antiga igreja paroquial. Hoje existe um prédio comercial na localidade.

### Neuer Friedhof

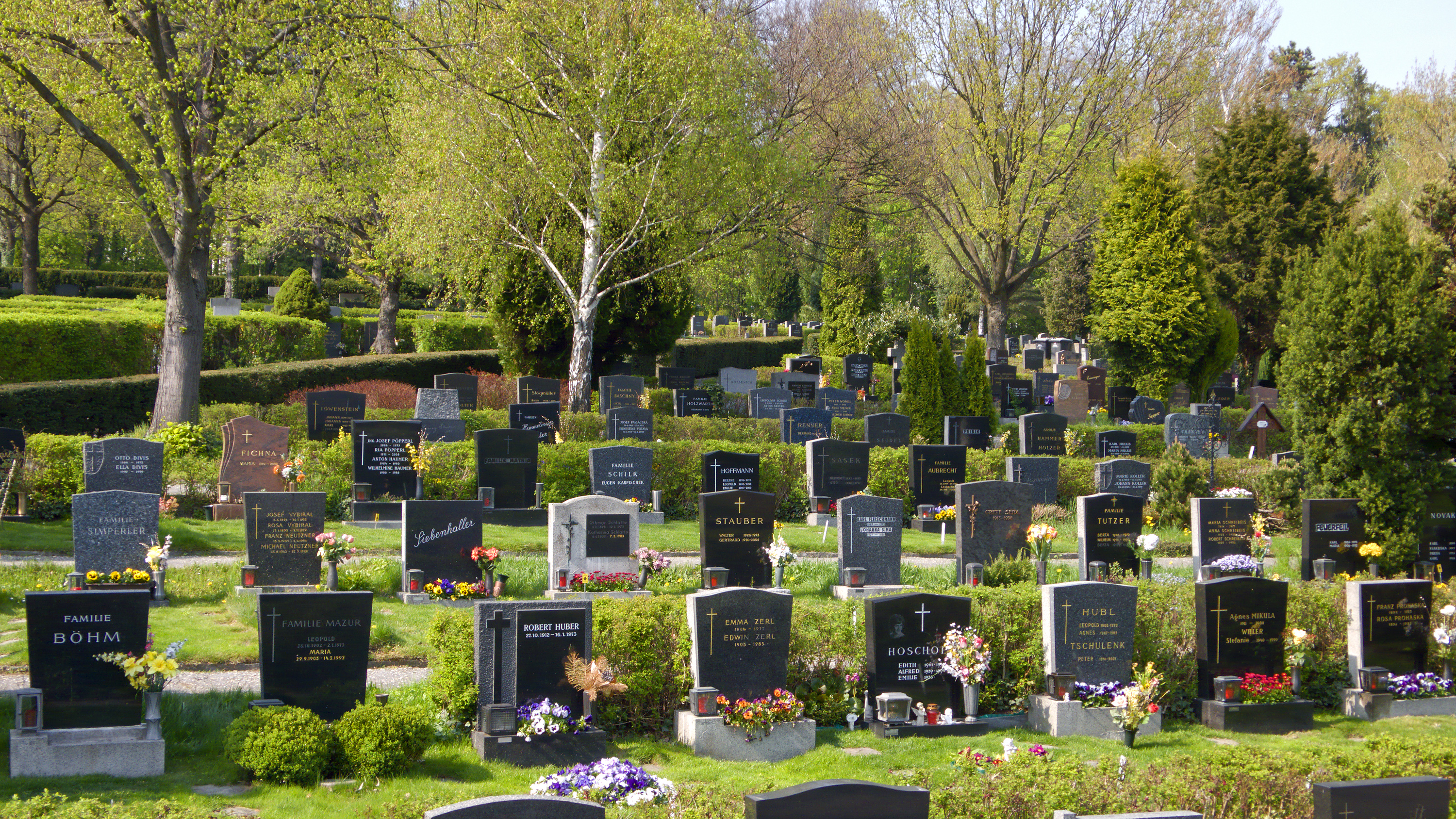
Hütteldorfer Friedhof

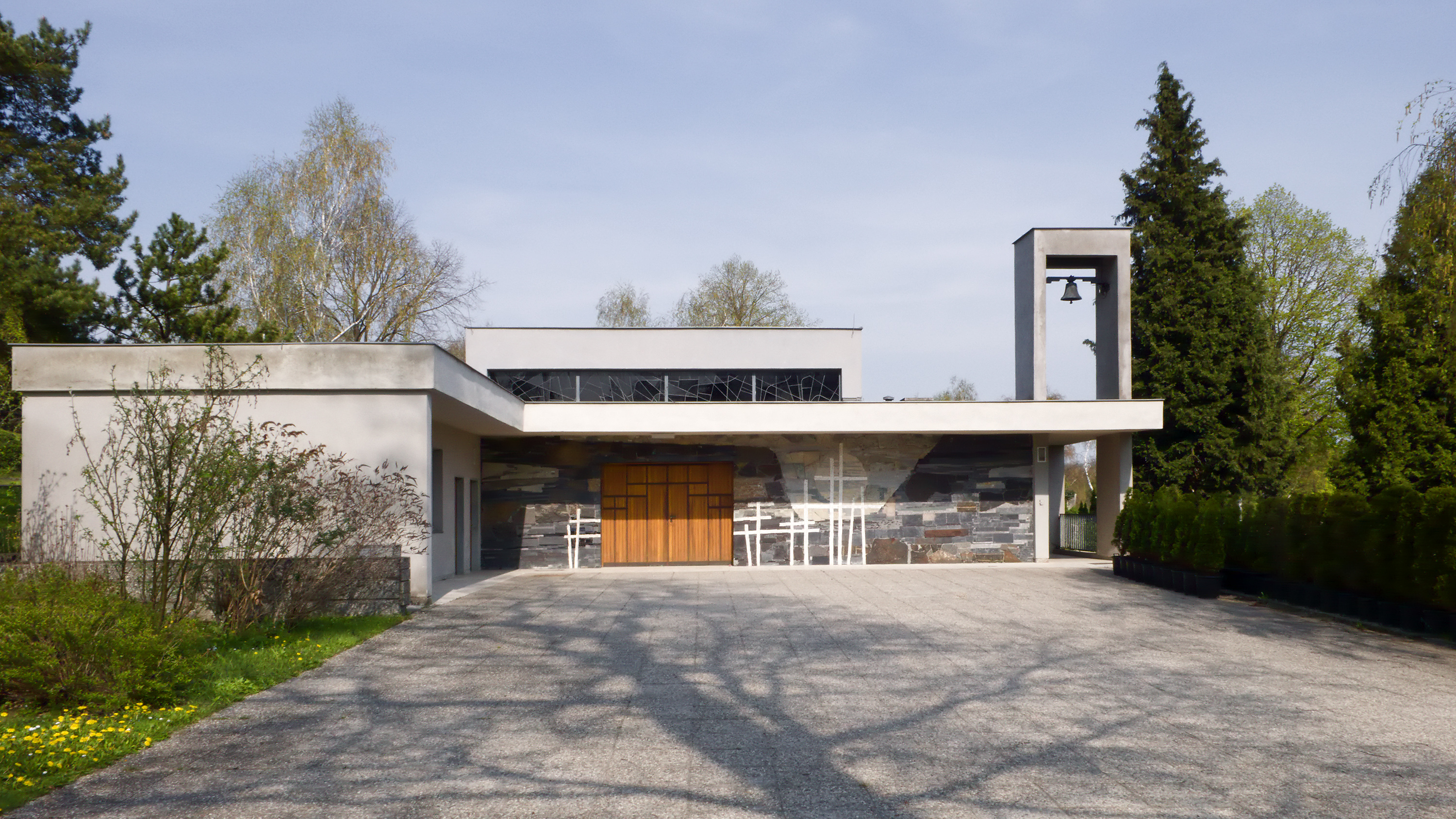
Mortuário

Com o fechamento do antigo cemitério, um novo cemitério foi criado em 1811 pela paróquia, no extremo oeste de Hütteldorf. (Extensões ocorreram em 1875, 1895, 1954, 1965 e 1972.) Em 1875 o cemitério foi cercado na área do portal principal com um muro e nos outros lados com pranchas.

## Túmulos de personalidades eminentes

### Túmulos dedicados aos honorários
O Hütteldorfer Friedhof contém nove sepulturas honorárias.
| Nome                    | Datas     | Ocupação                                               |
| ----------------------- | --------- | ------------------------------------------------------ |
| Família Artaria         |           | Editor e comerciante de artes                          |
| Johann Nepomuk Geiger   | 1805–1880 | Pintor, professor na Academia de Belas-Artes de Viena  |
| Anton Haus              | 1851–1917 | Grande almirante, comandante da Marinha Austro-Húngara |
| Wolfgang Koos           | 1930–2000 | Neurocirurgião                                         |
| Anton Lampa             | 1868–1938 | Físico                                                 |
| Karl Mihatsch           | 1826–1910 | Baurat                                                 |
| Hermann Stockhammern    | 1790–1858 | k.u.k. tesoureiro                                      |
| Valentin von Streffleur | 1808–1870 | Professor de Francisco José I da Áustria               |
| Carl Wollek             | 1862–1936 | Escultor                                               |

### Sepulturas de outras personalidades
Demais personalidades importantes que estão ou foram enterradas no cemitério Hütteldorfer (os túmulos de algumas personalidades foram desfeitos e seus restos mortais transferidos para outros cemitérios):
| Nome                           | Datas     | Ocupação |
| ------------------------------ | --------- | --- |
| Ignaz Franz Castelli           | 1781–1862 | Escritor; transferido para o Cemitério Central de Viena (Ehrengrab, Gruppe 0, Reihe 1, Nummer 18)            |
| August Dehne                   | 1795–1875 | Confeiteiro, vendeu sua confeitaria para Christoph Demel                                                     |
| Karl Grell                     | 1925–2003 | Compositor, arranjador e dirigente                                                                           |
| Friedrich Halm                 | 1806–1871 | Poeta; transferido para o Cemitério Central de Viena (Ehrengrab, Gruppe 0, Reihe 1, Nummer 100)              |
| Rudolf Freiherr von Isbary     | 1827–1892 | Industrial                                                                                                   |
| Richard Jeitteles              | 1839–1909 | Diretor geral da Kaiser Ferdinands-Nordbahn                                                                  |
| Heinrich Krause                | 1885–1983 | Pintor |
| Max Kurzweil                   | 1867–1916 | Pintor |
| Eugen Guido Lammer             | 1863–1945 | Alpinista e escritor                                                                                         |
| Paul Ludwik                    | 1878–1934 | Técnico e cientista                                                                                          |
| Siegfried Marcus               | 1831–1898 | Mecânico e inventor; transferido para o Cemitério Central de Viena (Ehrengrab Gruppe 0, Reihe 1, Nummer 101) |
| Heinrich Micko                 | 1899–1969 | Poeta |
| Vinzenz von Miller zu Aichholz | 1827–1913 | Industrial                                                                                                   |
| Gottfried Mraz                 | 1935–2010 | Historiador e arquivista                                                                                     |
| Isabel Maria da Áustria        | 1883–1963 | Filha de Rodolfo, Príncipe Herdeiro da Áustria                                                               |
| Harald Reisenberger            | 1957–2009 | Político |
| Raoul Retzer                   | 1919–1974 | Ator |
| Gottfried Roth                 | 1923–2006 | Médico |
| Josephine Wessely              | 1860–1887 | Atriz |